# Aivars Endziņš
Aivars Endziņš (né le 8 décembre 1940 à Riga (république socialiste soviétique de Lettonie, URSS) et mort le 21 novembre 2023) est un avocat, lecteur à l'université de Lettonie et homme politique letton.
De 1963 à 1990, il est membre du PCUS, après quoi il rejoint le Front populaire de Lettonie. Il est, à plusieurs reprises, député et principalement chargé de la commission juridique dont il occupe le poste de président. Il appartient alors au parti du centre, la Voie lettonne.
Il est candidat à la présidence lors de l'élection présidentielle en Lettonie de 2007. Il est désigné alors par le Centre de l'harmonie et soutenu par le Parti de la nouvelle ère, et l'alliance politique Pour les droits de l'homme dans une Lettonie unie. Il perd l'élection face à Valdis Zatlers.